# 凱莉·約翰遜
凱莉·強森（英語：Carrie Johnson，1988年3月17日—），本姓西蒙兹（英語：Symonds），英国前首相鲍里斯·约翰逊的妻子。她曾经担任慈善组织的顾问和保守黨总部的通訊主管。

## 事業
西蒙茲的祖父是一名男爵，父亲马修·西蒙茲則是英國《獨立報》（Independent）的創辦人之一。2009年，她畢業於華威大學，主修戲劇和藝術史。她進入保守黨擔任公關人員认识了約翰遜并加入了他2012年競選連任倫敦市長的團隊。

## 私生活
2018年，她和当时已婚的約翰遜展开婚外情。2020年2月，西蒙茲和約翰遜公开两人已订婚并預定在同年5月迎来两人第一个孩子。同年4月29日，她在伦敦诞下儿子。两人的儿子名为：韦佛雷德·罗利·尼古拉斯·约翰逊（Wilfred Lawrie Nicholas Johnson），纪念两人的祖父和治疗患上冠状病的约翰逊的医生。
2019冠状病毒病疫情期间，約翰遜在2020年3月27日表示身体有“轻微症状”（包括咳嗽和發燒），病毒检测结果呈阳性。正怀孕的西蒙茲因而暫时离开首相府进行自我隔离，她在4月4日表示自己有相关的症状（但未有接受病毒测试）但一直都卧床休息。2021年5月29日，西蒙茲與約翰遜結婚，同年12月诞下小女儿。